# Pan-Amerikanische Beachhandball-Meisterschaften 2018
Die Pan-Amerikanischen Beachhandball-Meisterschaften 2018 (englisch 2018 Pan American Beach Handball Champions, spanisch Campeonato Panamericano de Balonmano Playa 2018 beziehungsweise portugiesisch Pan Americanos de Beach Handball 2018) waren die achte und letzte Austragung der kontinentalen Meisterschaft der Amerikas im Beachhandball. Sie wurde vom 8. bis 11. März des Jahres von der Pan-American Team Handball Federation (PATHF) veranstaltet und fand in Oceanside, Kalifornien, Vereinigte Staaten, statt.
Die Veranstaltung war die Letzte, die der Panamerikanische Handballverband durchführte, bevor er sich auf Betreiben der Internationalen Handballföderation (IHF) im April 2019 auflöste und in den beiden Nachfolgeorganisationen Handballkonföderation Nordamerikas und der Karibik (NACHC beziehungsweise NORCA) und Süd- und mittelamerikanische Handballkonföderation (SCAHC beziehungsweise COSCABAL) aufging. Seit 2019 finden bei beiden Nachfolgeverbänden mit den Nor.Ca. Beach Handball Championship sowie die Süd- und Mittelamerikanische Beachhandballmeisterschaften auch eigenständige kontinentale Meisterschaften statt. Mit seiner letzten Veranstaltung griff die Meisterschaft erstmals über Südamerika hinaus und fand mit den USA in Nordamerika statt. Mit jeweils acht teilnehmenden Mannschaften bei Männern und Frauen und insgesamt nein verschiedenen teilnehmenden Nationen gab es einen neuen Teilnehmerrekord in allen Bereichen. Dennoch wurden nicht alle Ziele erreicht, ursprünglich planten die Organisatoren mit elf männlichen und neun weiblichen Nationalteams. So nahm etwa das eingeplante Venezuela nicht teil. Vor allem aus Nordamerika und der Karibik gab es eine deutliche Zunahme an Teilnehmern. Während Mexiko und die weibliche US-Nationalmannschaft nach einer Pause wieder zurückkehrten, war es für Trinidad und Tobago sowie die Männermannschaft Puerto Ricos die erste Teilnahme. Auch Chile kehrte nach einer zehnjährigen Teilnahmepause zurück.

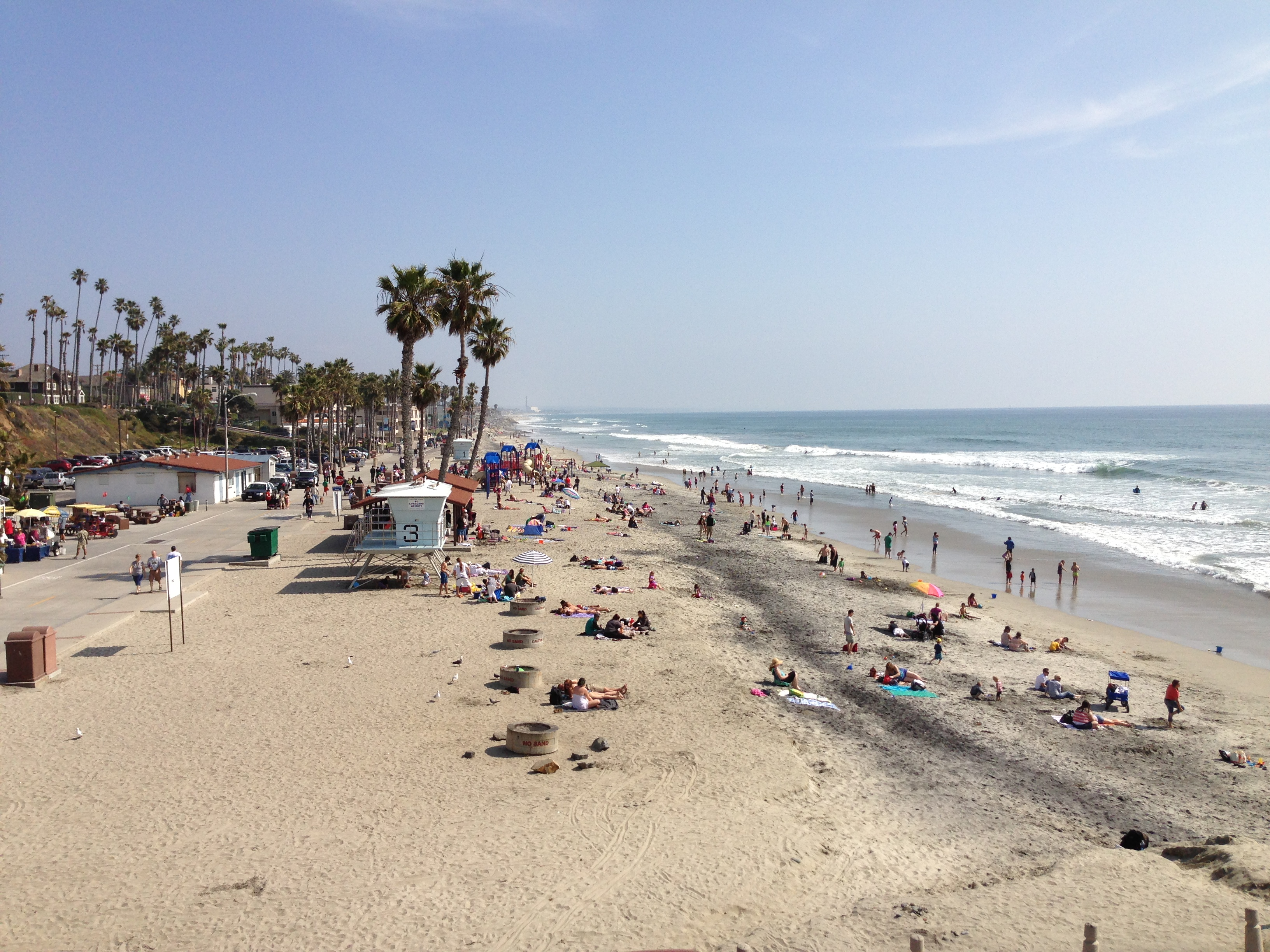
Strand von Oceanside

Nachdem die Mannschaften Brasiliens zuletzt nicht hatten teilnehmen können und damit ihre lang anhaltenden Siegesserien unterbrochen worden waren, konnten beide Mannschaften nach ihrer Rückkehr wieder die Titel gewinnen. Uruguay erreichte bei den Männern zum sechsten Mal in Folge das Finale und unterlag dort zum sechsten Mal in Folge. Argentinien erreichte bei der achten Auflage der Meisterschaft das achte Mal die Halbfinals beziehungsweise die besten vier Plätze. Auch bei den Frauen erreichte Uruguay wie immer das Finale gegen Brasilien, wenn Brasilien teilnahm. Bei den Frauen konnte das erste Mal seit dem Gewinn der Bronzemedaille 2008 durch die Dominikanische Republik mit Mexiko eine nicht aus Südamerika stammende Mannschaft die Halbfinale erreichen. Wie üblich war die kontinentale Meisterschaft auch Ort der Qualifikation für die Weltmeisterschaften des Jahres. Für die WM in Kasan, Russland, qualifizierten sich dieses Mal dank der Vergrößerung des WM-Starterfeldes und der vergleichsweise großen Zahl an teilnehmenden Nationen bei Männern wie Frauen die drei Medaillisten. Aufgrund nicht besetzter Quotenplätze anderer Kontinente rückten auch die beiden viertplatzierten Teams nach. Nach den Vorrunden wurde das Turnier mit den Viertelfinalen fortgesetzt.
Die Organisation vor Ort übernahm der US-Handballverband, die Leitung lag beim Präsidenten von USA Beach Handball Dennis Berkholtz, Teilnehmer an den Olympischen Spielen 1972 im Handball als Spieler und 1976 als Nationaltrainer der USA. Als Botschafter fungierte Willie Banks. Der Eintritt zum Stadion war frei.
| Frauen Details | Oceanside, Vereinigte Staaten | Brasilien | 2:0 | Uruguay | Paraguay           | 2:1 | Mexiko      |
| Männer Details | Oceanside, Vereinigte Staaten | Brasilien | 2:1 | Uruguay | Vereinigte Staaten | 2:0 | Argentinien |

## Platzierungen der Mannschaften
| Nation              | Frauen | Männer |
| ------------------- | ------ | ------ |
| Argentinien         | 5      | 4      |
| Brasilien           | 1      | 1      |
| Chile               | 7      | –      |
| Mexiko              | 4      | 6      |
| Paraguay            | 3      | 5      |
| Puerto Rico         | –      | 8      |
| Trinidad und Tobago | 8      | 7      |
| Uruguay             | 2      | 2      |
| Vereinigte Staaten  | 6      | 3      |
| Teilnehmerzahl      | 8      | 8      |

| Legende | Legende | Legende | Legende              |
| ------- | ------- | ------- | -------------------- |
| 1       | 2       | 3       | Podest-Platzierungen |
| 4       | 4       | 4       | Halbfinalist         |